# WebMoney Keeper
WebMoney Keeper (сокращённо — WM Keeper) — обобщенное название программного обеспечения для управления электронными кошельками и доступа к сервисам системы WebMoney Transfer.
В зависимости от среды функционирования различают:
- WM Keeper Standard (до сентября 2014 назывался WM Keeper Mini)[7] — браузерное приложение. После первичной регистрации по умолчанию предоставляется доступ через Keeper Standard. До проверки персональных данных и настройки подтверждений через смс или E-NUM действуют существенные ограничения на объём операций;
- WM Keeper WebPro (до сентября 2014 - WM Keeper Light)[7] — браузерное приложение, для защиты может использоваться индивидуальный сертификат. Не имеет ограничений, присущих WM Keeper Standard;
- My WebMoney — программа для управления кошельками WM Keeper Standard на мобильных устройствах Android, IPhone, Windows Phone, Samsung Bada, Nokia Belle, Nokia Asha;
- WM Keeper Mobile — программа для работы на мобильных устройствах Android, Apple iOS, Windows Phone, BlackBerry OS, Bada, Symbian и телефонах с поддержкой Java;
- WM Keeper WinPro (до сентября 2014 - WM Keeper Classic)[7] — отдельная программа, устанавливаемая на компьютере и работающая в операционной системе Windows. Имеет несколько уровней защиты, в том числе отдельные файлы ключей, которые могут размещаться как на компьютере, так и вне его - в защищенном хранилище E-NUM или на переносимых устройствах.

Специальные приложения для социальных сетей:
- WM Keeper Facebook;
- WM Keeper Вконтакте;
- WM Keeper Одноклассники.

Переводить средства и пользоваться сервисами системы WebMoney Transfer можно и без помощи WM Keeper.